# Alois Josef Hanel
Alois Josef Hanel O.Praem., lat. Aloysius Josef Hanel (19. listopadu 1829 Holany – 25. února 1916 Žatec) byl řeholní kněz, žatecký děkan a čestný občan města Žatec.

## Život
Pocházel ze staré německé rodiny ze severních Čech. Stal se členem řádu premonstrátů v Praze na Strahově. 22. prosince 1855 byl vysvěcen na kněze. Do Žatce přišel jako gymnaziální učitel. Konkrétně učil matematiku a fyziku, později také přírodopis. 24. září 1870 se stal žateckým děkanem, úřad zastával více než 45 let. Věnoval se hudbě a také sám komponoval. Byl členem hudebního spolku Gesang- und Musikverein (Pěvecký a hudební spolek) a spolku Katholische Gessellenverein (Sdružení katolických dívek). Byl také literárně činný.
1. listopadu 1872 (1873) posvětil v Žatci novou hřbitovní kapli sv. Antonína Paduánského a roku 1899 světil opravený kostel sv. Václava. Účastnil se řady městských a spolkových slavností. Roku 1893 posvětil vlajku žateckého Chmelařského spolku (Weinerverein). V 90. letech 19. století proběhla velká oprava interiéru děkanského kostela. Veřejnosti byl pak kostel představen 18. září 1898. Historii i podrobnosti opravy zpracoval podrobně ve své knížce Adolf Seifert.
V listopadu 1899 oslavil Hanel sedmdesátiny. Po bohoslužbě mu přišli gratulovat zástupci města a proslov měl jeho budoucí nástupce Ignác Josef Preiss. 24. září 1900 oslavil 30 let v úřadu děkana. 1. listopadu 1905 si připomněl 50 let příslušnosti k řádu premonstrátů a 25. prosince 1905 padesát let od vysvěcení na kněze. Roku 1898 obdržel rytířský kříž řádu Františka Josefa. Biskupství v Litoměřicích ho jmenovalo konsistoriálním radou. Lze však nalézt i zmínku o tom, že nechtěl české bohoslužby pro děti Čechů, které požadovalo koncem 19. století litoměřické biskupství. Koncem 19. století tak však smýšleli mnozí a Žatec chápali jako ryze německé město.
Zemřel uprostřed I. světové války, 25. února 1916 ve věku 87 let. Pohřeb do země se konal 28. února 1916.